# Campanula muralis
Espèce
Campanula muralis, la campanule des murs ou campanule des murailles est une espèce de plantes herbacées de la famille des Campanulacées.

## Nomenclature et systématique
L'espèce a été décrite en 1830 par Alphonse Pyrame de Candolle, à la suite des travaux de Franz von Portenschlag-Ledermayer (1772-1822). L'épithète spécifique muralis signifie « qui pousse sur les murs ».

### Synonyme
- Campanula portenschlagiana Schult., 1819